# Buland Darvaza
Buland Darvaza (dob. »Visoka vrata«, tudi »Vrata zmage«) je leta 1575 zgradil mogulski cesar Akbar v spomin na svojo zmago nad Gudžaratom. Je glavni vhod v Petkovo mošejo v Fatehpur Sikri, ki je 43 km oddaljena od Agre v Indiji.
Buland Darvaza so najvišja vrata na svetu in so primer mogulske arhitekture. Prikazuje prefinjenost in vrhunec tehnologije v Akbarjevem cesarstvu.

## Arhitektura
Buland Darvaza so narejena iz rdečega in rumenega peščenjaka, okrašena z belim in črnim marmorjem in so višja od dvorišča mošeje. Buland Darvaza so simetrična, na vrhu pa so veliki prostostoječi paviljoni tipa čhatri. Ima tudi galerijske paviljone ob robu terase na strehi, stilizirane zaščitne obrobe, majhne zvonike in intarzijo z belim in črnim marmorjem. Na zunanji strani se dolg niz stopnic spušča po hribu navzdol in daje vratom dodatno višino. Visoka so 40 metrov in 51 metrov od tal. Skupna višina konstrukcije je približno 54 metrov od tal. To je 15-nadstropni visok prehod, ki deluje kot južni vhod v mesto Fatehpur Sikri. Pristop do vrat je sestavljen iz 42 stopnic. V tlorisu so polosmerokotna z dvema manjšima trinadstropnima traktoma na obeh straneh, na vrhu ima tri paviljone, ki jih obdaja trinajst manjših kupolastih objektov. Vhod obkrožajo manjši stolpiči. Prostranstvo je prekinjeno z obokanimi nišami, majhnimi citati in marmorji, ki poudarjajo dvorišče mošeje. Glavni lok stoji v središču treh štrlečih stranic in na vrhu s kupolo. Osrednji lok je z vrstami manjših lokov in ploščatih konzol razčlenjen na tri nivoje.
Sama Velika vrata so preprosta. Tri vodoravne plošče iz rumenega kamna, opazne v Badšahi Darvaza, so prisotne tudi tukaj. Navadne gredi iz rdečega peščenjaka so uokvirjene v beli marmor z rožicami podobnim ornamentom, vdelanim v beli marmor na vrhu loka, in ploščato rozeto, osredotočeno na ozko ploščo nad njo, na obeh straneh. Okras v obliki koničastega okrasja, pravzaprav velik in drzen, vendar majhen in nežen, ko ga gledamo od spodaj, je spuščen pod izvor loka. Dva kosa sta odlomljena z leve strani in osem z desne. Lok ima tri dejanske odprtine, obrobljene z okrasnimi ploščami in nad njimi tri druge obokane odprtine, okronane s polkupolo. Skupna višina vrat nad tlakom je 53,64 m.
Perzijski napis na vzhodnem loku Buland Darvaza beleži Akbarjevo osvojitev Utar Pradeša in zmago v Gudžaratu leta 1573.

## Napis
Na glavnem prehodu se islamski napis v perzijščini glasi: »Isa (Jezus), sin Marjam (Marije), je rekel: 'Svet je most, pojdite čez njega, a na njem ne gradite hiš. Kdor upa na dan lahko upa na večnost, toda svet zdrži le eno uro. Preživite jo v molitvi, kajti ostalo je nevidno.'«
Isa je svojim privržencem svetoval, naj sveta ne obravnavajo kot stalni dom in upajo na posvetne stvari, saj je človeško življenje kratkotrajno.
Verzi iz Korana so bili vrezani v Naskh (pisava) na vrhu. Narisal jih je Khvadža Husain Čišti, učenec šejka Salima Čištija.

## Namen
Buland Darvaza ni bil del prvotne zasnove Petkove mošeje, postavil jo je Akbar za praznovanje njegove osvojitve Gudžarata leta 1573.